# Elite Eight
Der Ausdruck Elite Eight wird im Bereich des Sports verwendet und bezeichnet eine Turnier-Runde mit den verbleibenden acht Mannschaften eines Wettbewerbs, die aus den besten sechzehn, den Sweet Sixteen, hervorgegangen sind. Die Sieger der besten Acht ziehen dann in das Halbfinale der Final Four ein.
Den Ursprung des Begriffs findet man im US-amerikanischen Universitätssportverband National Collegiate Athletic Association (NCAA), wo er in der NCAA Division I Basketball Championship Anwendung findet. Mittlerweile werden die Viertelfinals der nationalen Wettbewerbe in den Vereinigten Staaten und zahlreiche internationale Wettbewerbe als Elite Eight oder auch Elite 8 bezeichnet.

## Nationale Wettbewerbe in den Vereinigten Staaten
- Basketball

NCAA Men’s Basketball Division 1 (Herren)
NCAA Women’s Basketball Division 1 (Damen)
- Eishockey

NCAA Men’s Eishockey Division 1 (Männer)
NCAA Women’s Eishockey Division 1 (Frauen)
- Fußball

NCAA Men’s Soccer Division I (Herren)
NCAA Women’s Soccer Division I (Damen)
- American Football

NCAA Men’s College Football (Herren)
- Baseball

NCAA Men’s College Baseball (Herren)

## Sonstiges
In der 14. Episode der dritten Staffel von How I Met Your Mother mit dem Titel The Bracket (deutsch: Die Rächerin) wird der Turnierverlauf der March Madness im Basketball exemplarisch abgebildet, indem das Ensemble vorherzusagen versucht, welche von Barney Stinsons Verflossenen versucht, Frauen vor ihm zu warnen. Lily verlangt von ihm, sich bei den Final Four zu entschuldigen.